# Conector Car-audio
Se utilizan varios tipos de conector de audio para el automóvil, estando muchos de ellos estandarizados.

## Empalme de cables
Los cables de empalme utilizados en el audio del automóvil son principalmente para alimentación, tierra, amplificador y antena, altavoces, teléfono y otros.

### Potencia y tierra
- ACC (rojo) o accesorio, suministra +12 V de potencia al audio del automóvil y otros accesorios, sólo cuando el automóvil está encendido .
- Constante (amarillo), también llamado Batería, proporciona energía permanente de +12 V de la batería.
- Iluminación (naranja con franja blanca) o atenuador, cuando es de noche y las luces del automóvil están encendidas, se atenúa la iluminación de la pantalla de la unidad de cabecera.
- Ground o tierra, abreviado como GND (negro), -12V, generalmente conectado al chasis y cuerpo metálicos del vehículo .

### Altavoces
Los cables de un solo color son del positivo y aquellos de un color con franja negra son para potencia negativa:
- Altavoz frontal derecho: gris .
- Altavoz frontal izquierdo: blanco .
- Altavoz trasero derecho: morado .
- Altavoz trasero izquierdo: verde .

### Amplificador y antena
Tienen bajo amperaje y se activan cuando se enciende la radio.
- Antena: azul.
- Encendido del control remoto del amplificador: azul con franja blanca.

### Teléfono y otros
- Teléfono: el cable para silenciar cuando recibe una llamada, es marrón .
- Reversa o marcha atrás, naranja con franja blanca, funciona cuando la luz de marcha atrás está encendida y se usa para encender la pantalla de la cámara trasera del vehículo  (es decir, cuando se estaciona)..

- Controles del volante, SWC o mando, marrón con franja negra, generalmente emplea bus CAN.

## Arnés adaptador ISO 10487

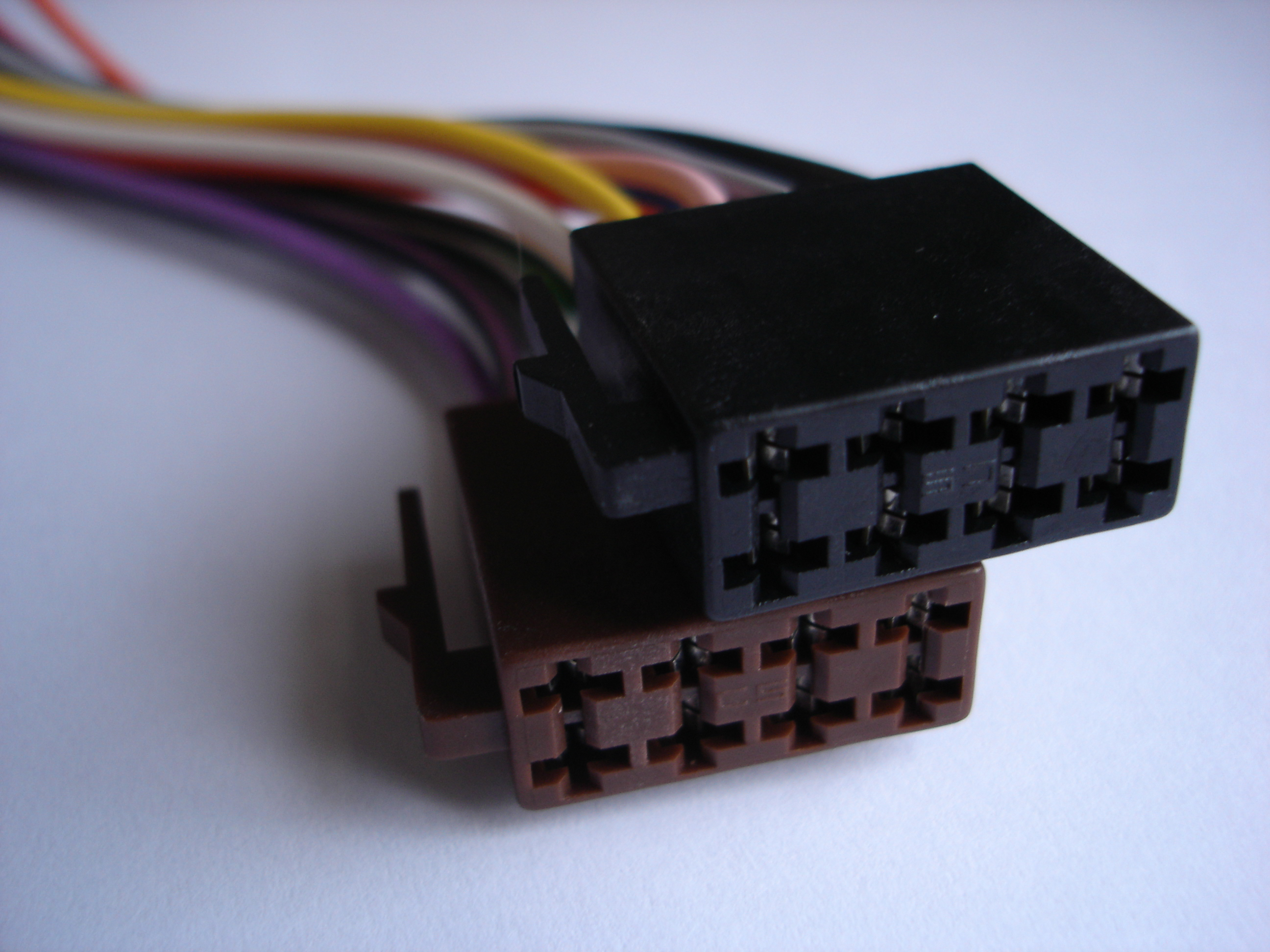
Conector automovilístico ISO 10487, para unidad de cabecera.

ISO 10487 define un estándar de conexión de la unidad de cabecera al sistema eléctrico del coche, que consta de un sistema de cuatro conectores, diferentes a los típicamente utilizados en el audio automovilístico.

Patillaje del Conector ISO 10487 (lado de tapón de macho, alambrado lado de hembra)

### Partes
Parte 1 del estándar está dedicado a "Dimensiones y Parte y" requisitos generales 2 a "requisitos de Rendimiento".

### Alimentación (A)
El primer conector A esta siempre presente, normalmente es de color negro, y contiene pines para suministro de alimentación, fuera/encima (normalmente controlado por la llave de ignicion), un control opcional para una antena motorizada y tan encima.
- En algunos coches el +12V Ignicion y accesorios de Batería están invertidos: Volkswagen coches de Grupo, Peugeot 106, Vauxhall Astra, Citroën C3 algún JCB tractores (hechos en Reino Unido).
- Pin 1 es opcional; utilizado para acelerar control de volumen dependiente y posiblemente navegación.
- Pin 2 es opcional; utilizado para enmudecer por llamada telefónica
- Pin 3 es opcional; utilizado para invertir señal de lámpara en Becker radios con navegación.
- Pin 6 es opcional; utilizado para la iluminación de instrumentos del vehículo

### Loudspeaker (B)
El segundo conector B es para conectar cuatro [Altavoces], frente, trasero, izquierda y derecha, y es normalmente en color marrón .

### Miscellaneous (C)
El conector C es opcional. Algún tiempo,  aparece tan uno conector de 20 alfileres, a menudo rojo en color, o pueda ser dividido a tres conectores separados cuáles pueden ser hooked juntos, en qué caso C1 es normalmente amarillo, C2 es normalmente verde qué C3 es normalmente azul en color. El contacto que espacía es más estrecho que los otros conectores, así que el C conector es a veces referido a tan mini-ISO.
| 1) línea fuera de izquierdo trasero | 1) línea fuera de izquierdo trasero | 4) línea fuera de frente izquierdo | 4) línea fuera de frente izquierdo |
| 3) línea fuera de tierra común      | 3) línea fuera de tierra común      | 6) +12V cambiado (fuera)           | 6) +12V cambiado (fuera)           |
| 2) línea fuera de correcto trasero  | 2) línea fuera de correcto trasero  | 5) línea fuera de frente correcto  | 5) línea fuera de frente correcto  |

| 7) recibe dato      | 7) recibe dato      | 10) +12V cambiado (fuera)    | 10) +12V cambiado (fuera)    |
| 9) tierra de chasis | 9) tierra de chasis | 12) tierra de control remoto | 12) tierra de control remoto |
| 8) transmite dato   | 8) transmite dato   | 11) control remoto en        | 11) control remoto en        |

| 13) dato en (bus)           | 13) dato en (bus)           | 16) +12v cambiado (fuera) | 16) +12v cambiado (fuera) | 19) Audio Izquierdo | 19) Audio Izquierdo |
| 15) +12v permanente (fuera) | 15) +12v permanente (fuera) | 18) tierra de audio       | 18) tierra de audio       |                     |                     |
| 14) dato fuera              | 14) dato fuera              | 17) tierra de dato        | 17) tierra de dato        | 20) Audio Derecho   | 20) Audio Derecho   |

Nota: ISO 10487 sólo define los atributos físicos de los conectores, no los señalamientos/de señal del alfiler, los cuales son fabricante -definió. 
El ejemplo encima está orientado hacia VW vehículos sólo.

### Navegación (D)
El conector D es para sistemas de navegación del satélite. Tiene 10 alfileres.

## Quadlock
De 2000 y en adelante, fabricantes, como BMW, Citroën, Ford, Mercedes Benz, Peugeot, Volkswagen, Audi, Opel o Škoda empezaron a utilizar un 40 conector de alfiler en cambio, llamado Quadlock (o Fakra, después por del fabricante). El Quadlock es un conector que consta de un bloque de 16 pines planos análogos a los dos de la ISO principal 10487. Mientras los pines físicos son iguales, la asignación de los mismos no es equivalente además el alojamiento del conector no es compatible. Aparte de los 16 alfileres, ISO 10487,  hay conectores menores para un equipamiento opcional dentro del marco del conector principal los cuales no pueden ser intercambiados. El conector menor B tiene 12 pines para señales de reproducción del audio, mientras que el conector menor C tiene, también, 12 pines para varias fuentes de audio como CD-changers, reproductores de MP3, etc. 
| 1) correcto trasero + | 5) correcto trasero - | 9) yo-bus (BMW) / Canbus+                 | 13) antena (fuera) |
| 2) frente correcto +  | 6) frente correcto -  | 10) telefonea mudo / (Señal de Velocidad) | 14) iluminación    |
| 3) dejó frente +      | 7) dejó frente -      | 11) tel en / Canbus-                      | 15) 12V batería    |
| 4) dejó trasero +     | 8) dejó trasero -     | 12) tierra                                | 16) 12V cambió     |